# Þorbjörn hornklofi
Þorbjörn hornklofi, alternativ auch Hornklofi (altnordisch Þórbjǫrn hornklofi, norwegisch Torbjørn Hornkløve oder Hornklove, deutsch auch Thorbjörn Hornklaue), war ein norwegischer Skalde des 9. oder 10. Jahrhunderts, der am Hof von König Harald Schönhaar wirkte.
Hornklofis überliefertes Werk umfasst lediglich das Preislied der Haraldskvæði, eine Lausavísa in Einzelstrophen, und die ebenfalls als Preisung Haralds gefasste Glymdrapá. Hornklofis Dichtung ist hauptsächlich durch die Heimskringla von Snorri Sturluson übermittelt und umfasst dort 33 Strophen und Halbstrophen.